# Ahmed Hossam (Schiedsrichter)
Ahmed Hossam Eldin Taha (* 1983) ist ein ägyptischer Fußballschiedsrichterassistent.
Seit 2014 steht Hossam auf der Liste der FIFA-Schiedsrichter und ist an der Spielleitung internationaler Fußballspiele beteiligt, unter anderem in der CAF Champions League.
Hossam wurde bei insgesamt drei Afrika-Cups eingesetzt. Beim Afrika-Cup 2019 in Ägypten, beim Afrika-Cup 2022 in Kamerun und beim Afrika-Cup 2024 in der Elfenbeinküste leitete er insgesamt elf Spiele.
Zudem war Hossam unter anderem Schiedsrichterassistent beim U-17-Afrika-Cup 2015 im Niger, bei der U-17-Weltmeisterschaft 2023 in Indonesien, in der afrikanischen WM-Qualifikation sowie bei diversen Qualifikations- und Freundschaftsspielen.